# Lawrence Farwell
Pour les articles homonymes, voir Farwell.
 (juin 2014).
Lawrence Farwell est l'inventeur de la technologie d'empreinte cérébrale (de l'anglais brain fingerprinting), obtenue grâce à la technologie « MERMER » qu'il a développé. Il était auparavant un chercheur à l'université Harvard et dirige actuellement l'entreprise « Brain Fingerprinting Laboratories, Inc. »
Le magazine Time l'a nommé parmi son classement des 100 inventeurs de la nouvelle vague, qui pourraient être les « Picassos ou Einsteins du XXIe siècle ».